# Connoquenessing
Connoquenessing és una població dels Estats Units a l'estat de Pennsilvània. Segons el cens del 2000 tenia 564 habitants.

## Demografia
Segons el cens del 2000, Connoquenessing tenia 564 habitants, 199 habitatges, i 161 famílies. La densitat de població era de 152,3 habitants per quilòmetre quadrat.
Dels 199 habitatges en un 41,2% hi vivien nens de menys de 18 anys, en un 71,4% hi vivien parelles casades, en un 9% dones solteres, i en un 18,6% no eren unitats familiars. En el 14,6% dels habitatges hi vivien persones soles el 7,5% de les quals corresponia a persones de 65 anys o més que vivien soles. El nombre mitjà de persones vivint en cada habitatge era de 2,83 i el nombre mitjà de persones que vivien en cada família era de 3,18.
Per edats la població es repartia de la següent manera: un 28,5% tenia menys de 18 anys, un 6,4% entre 18 i 24, un 31,9% entre 25 i 44, un 21,3% de 45 a 60 i un 11,9% 65 anys o més.
L'edat mediana era de 35 anys. Per cada 100 dones de 18 o més anys hi havia 91,9 homes.
La renda mediana per habitatge era de 43.864 $ i la renda mediana per família de 48.000 $. Els homes tenien una renda mediana de 40.268 $ mentre que les dones 28.611 $. La renda per capita de la població era de 17.111 $. Entorn del 4,1% de les famílies i el 6,7% de la població estaven per davall del llindar de pobresa.

## Poblacions més properes
El següent diagrama mostra les poblacions més properes.